# ジャン・エンゲル
ジャン・エンゲル （仏：Jean Engel、1819年11月1日 - 1892年7月12日）はフランスの装幀家。彼は製本技術と印刷機器の発明・改良の分野で目覚ましい功績を上げ、フランスの工業製本「ルリユール・アンデュストリエル」の創始者のひとりとして知られている。

## 経歴
エンゲルは1830年頃からパリで働き、彼の工場はピエール＝ジュール・エッツェルが発行人を務めた、ジュール・ヴェルヌの「驚異の旅シリーズ」の装幀を多く手がけた。彼の工場には1870年の時点で200人の従業員がおり、彼が死去したときには400人に達していた。彼が製作した本は数多くの展示会に出展され、その作品の質は注目を集めた。当時の競合相手はアルフレッド・メイムであった。彼の工場は1901年に火災に見舞われたが、彼の息子たちは新しい工場を建てて高い品質を維持し、1947年から1970年にかけてクルッブ・フランセ・デュ・リブレが発行する出版物を手がけた。彼の印刷工場は業界トップの座を守り、最後までフランスの高級な工業装幀の象徴であり続けた。現在、フランス国立美術史研究所のジャック・ドゥーセコレクションにはエンゲルの工場の写真が含まれており、1880年頃の装幀本の複製が収蔵されている。

## ギャラリー

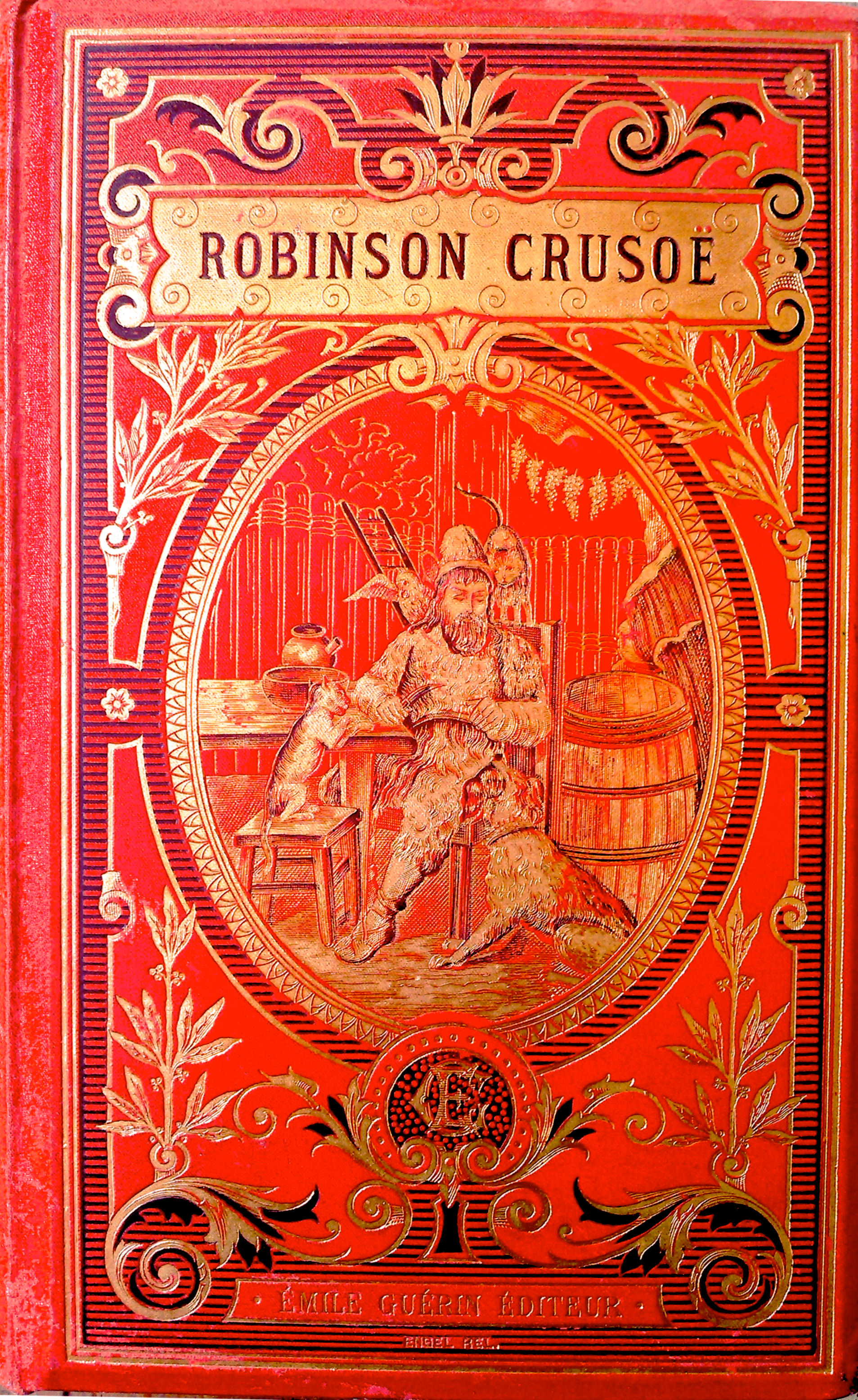
『ロビンソン・クルーソー』
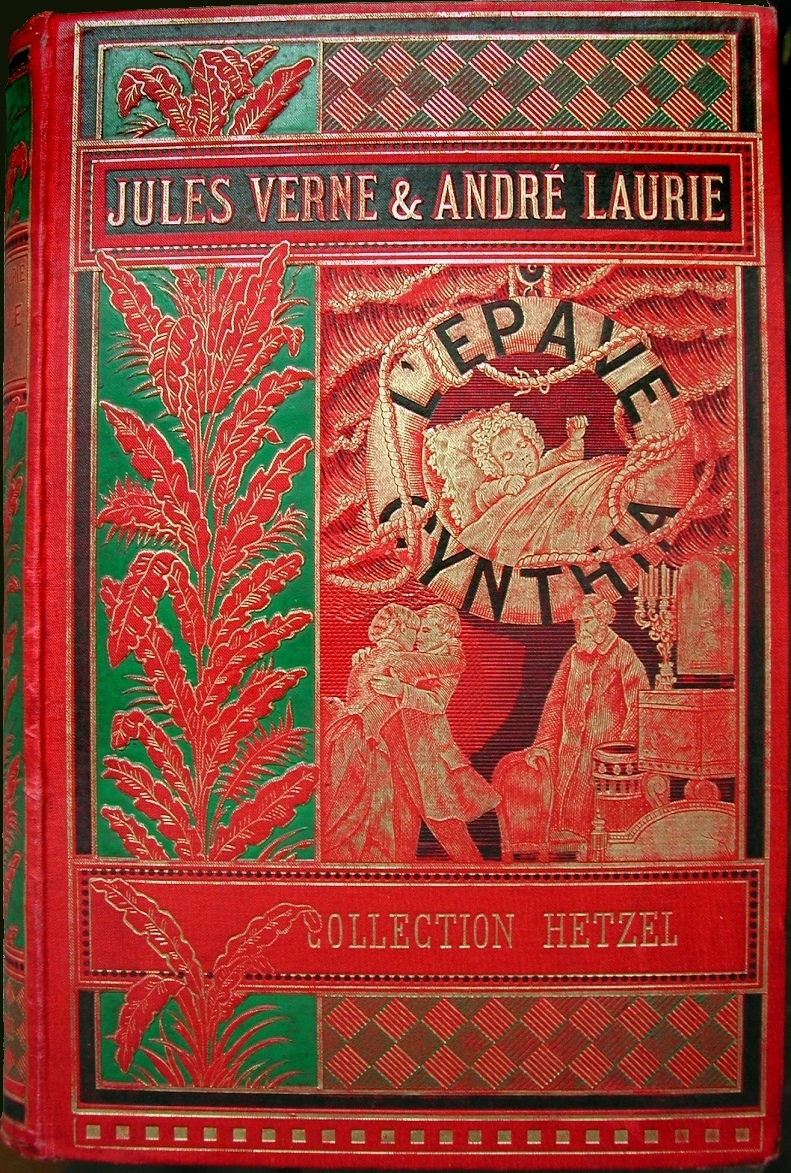
『難破船シンシア号の遺留物（フランス語版）』
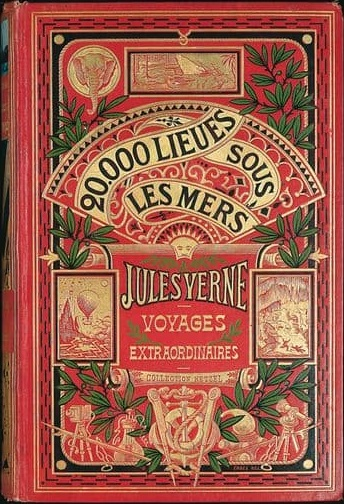
『海底二万里』
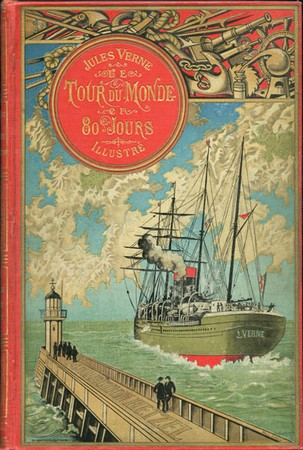
『八十日間世界一周』
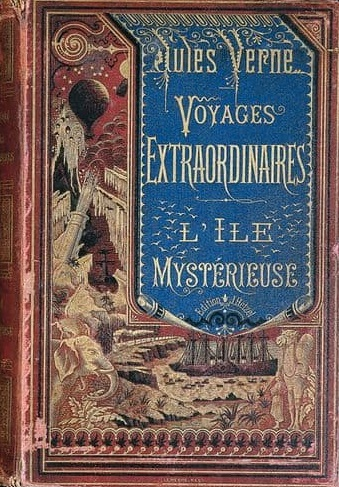
『神秘の島』
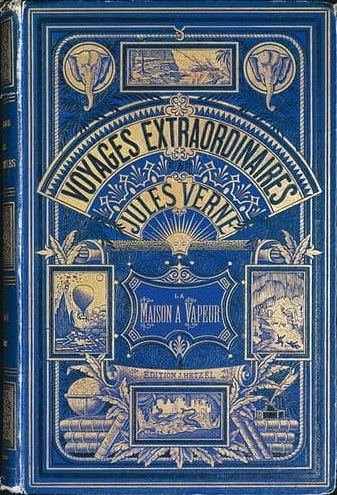
『蒸気の家』
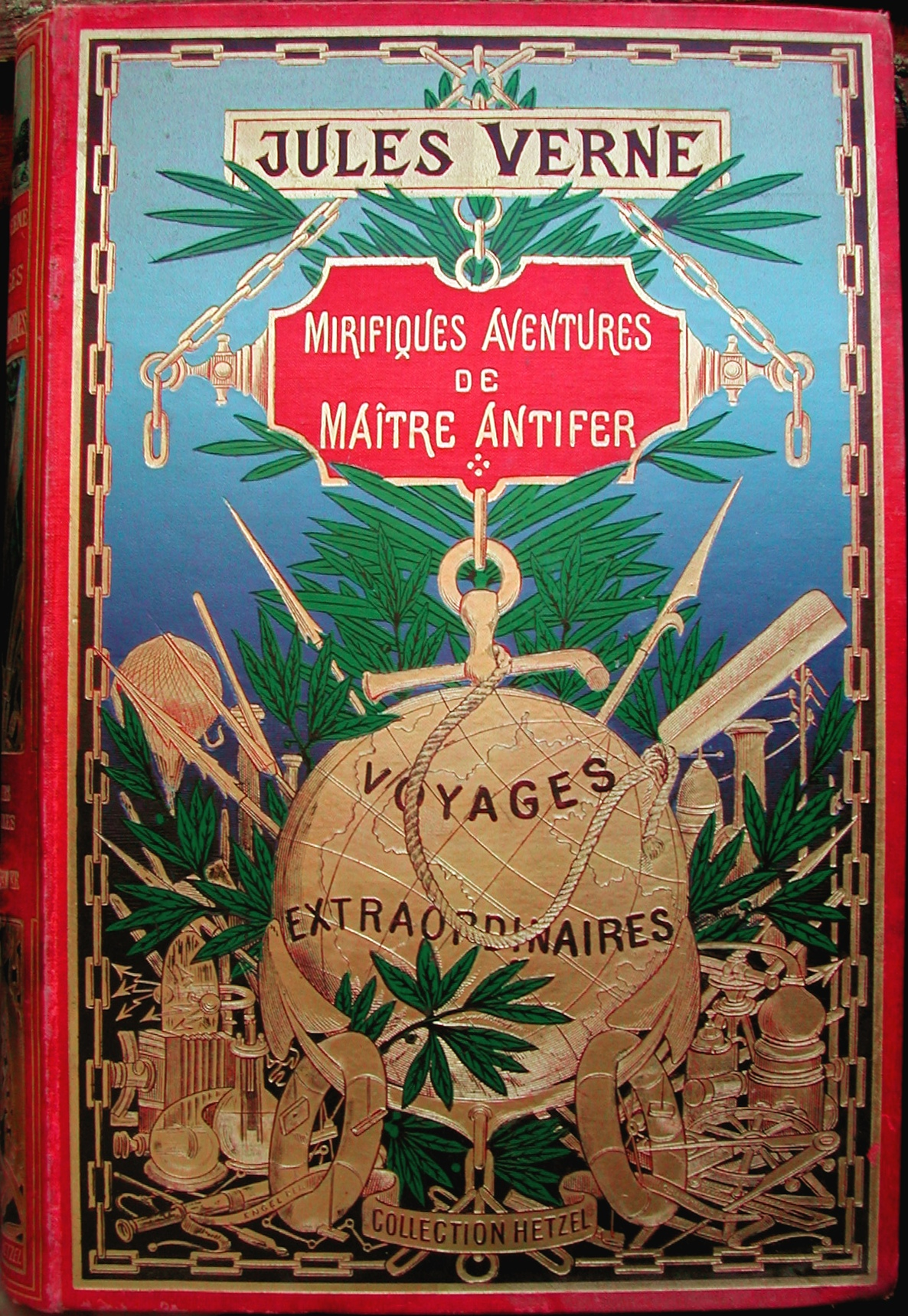
『アンティフェール親方の驚くべき冒険』

## 門下生と共同作業者
- ミシェル・リタ（フランス語版） - エンゲルの甥
- エミール・ボスケ（フランス語版）

## 文献
- Louise-Mirabelle Biheng-Martinon, Voyage au pays des relieurs, L'Harmattan, Paris.